# Corticarina truncatella
Corticarina truncatella är en skalbaggsart som först beskrevs av Mannerheim 1844.  Corticarina truncatella ingår i släktet Corticarina, och familjen mögelbaggar. Arten är reproducerande i Sverige.